# Georg Rollenhagen
Georg Rollenhagen, född den 22 april 1542 i Bernau, död den 20 maj 1609 i Magdeburg, var en tysk skald och luthersk präst. Han var far till Gabriel Rollenhagen.
Rollenhagen, som var skolrektor och kyrkoherde i Magdeburg, författade bland annat det bibliska skoldramat Abraham (1569) och ett satirisk-didaktiskt djurepos med titeln Froschmeuseler (tryckt 1595), i vilket han, under form av samtal och strid mellan grodor och råttor, uttalar sig polemiskt i tidens frågor samt inskärper sådana dygder som flit, förnöjsamhet, gudsfruktan och lydnad för överheten.  I Nordisk familjebok heter det om detta epos: "Trots det långdragna och invecklade framställningssättet är denna dikt genom sina lefvande och humoristiska drag en af de bästa tyska under 1500-talet." Det är utgivet av bland andra Karl Goedeke (1876).